# Detmolder Lernwegemodell
Das Detmolder Lernwegemodell, abgekürzt DLM, ist ein Förderprogramm, das sowohl im Berufsbildungsbereich als auch im Arbeitsbereich von Werkstätten für behinderte Menschen genutzt wird und wissenschaftlich fundiert und berufspraktisch differenziert ist.

## Konzept
Das Detmolder Lernwegemodell, das von Gudrun Schmitz, Karl-Heinz Deutsch und anderen ab Mitte der 1970er bis in die frühen 1980er Jahre hinein erstmals entwickelt wurde, ist ein psychologisch-pädagogisches Konzept zur beruflichen Bildung und Persönlichkeitsentwicklung. Es wurde zunächst für die Arbeit mit geistig behinderten Menschen entwickelt. Durch die Aufnahme von Menschen mit psychischen Behinderungen und jungen lernbehinderten Menschen in die Werkstätten für behinderte Menschen hat sich deren Zielsetzung dahingehend verändert, dass die Bildungs- und Förderpläne für die behinderten Menschen präziser, individueller und überprüfbarer sein müssen, damit diese aufbauende und ergänzende Bildungsangebote wahrnehmen können. Das Detmolder Lernwegemodell besteht aus einem Fragebogen zur Arbeitsanalyse, der 221 Items umfasst, die sich auf die Themenbereiche Informationsaufnahme und -verarbeitung, Arbeitsausführung, arbeitsrelevante Beziehungen und Umgebungseinflüsse beziehen. Die Items werden mit einem Wert zwischen 0 und 5  nach unterschiedlichen Schlüsseln eingestuft, wie Häufigkeit (H), Wichtigkeit (W) und Zeitdauer (Z) (Brackhane, 1999). Dabei bedeutet die Einstufung 0, es trifft nicht zu/kommt nicht vor, und 5, es kommt sehr häufig vor bzw. sehr hoch. Die Analyse ergibt, welche Merkmale für eine auszuführende Tätigkeit bedeutsam ist. Sie werden direkt in Lernschritte übersetzt, die zu Lernzielsequenzen zusammengefasst werden. Diese wiederum können zu Lernzielkatalogen zusammengestellt werden. Die Lernzielsequenzen bestehen aus bis zu fünf Lernschritten.
Die Arbeitsanalyse wird in der Regel nicht für eine einzelne Tätigkeit durchgeführt, sondern für ganze Arbeitsbereiche mit mehreren Arbeitsplätzen. „Hierdurch kann der behinderte Mitarbeiter arbeitsplatzübergreifend gefördert werden, er übt gleichzeitig für mehrere Arbeitsplätze, er kann dadurch zwischen unterschiedlichen Tätigkeiten wechseln und sich auch für anspruchsvolle Arbeitsplätze qualifizieren“ (Lebenshilfe für Behinderte 1997, S. 9). Für viele Arbeitsbereiche der Musterwerkstatt der „Bundesvereinigung Lebenshilfe für Geistig Behinderte e.V., Detmold“ stehen bereits eine große Anzahl an Arbeitsplatzprofilen, die laufend überprüft und aktualisiert werden, zur Verfügung.
Die Beobachtungen werden in einem Erhebungsbogen eingetragen. Durch das unterschiedliche Markieren von Kästchen (volles Kästchen=Lernschritt wird vollständig beherrscht, über teilweise ausgefülltes Kästchen bis zum leeren Kästchen=Lernschritt wird (noch) nicht beherrscht) werden die Fähigkeiten des behinderten Menschen graphisch dargestellt. Dieser Erhebungsbogen stellt gleichzeitig ein Instrument der Dokumentation und Förderplanung dar. Zum Detmolder Lernwegemodell ist Computersoftware (wie z. B. „SUUM“) verfügbar.

## Lernziele
Das DLM setzt sich aus rund 1000 einzelnen Lernzielen zusammen. Diese Lernziele beinhalten, was Menschen mit Behinderung in Werkstätten lernen können und sollen – sowohl unter dem Aspekt der Persönlichkeitsentwicklung als auch unter dem der beruflichen Bildung und Ausbildung. Die Lernziele, die in Sequenzen mit aufsteigender Schwierigkeit angeordnet sind, beziehen sich auf Wahrnehmungs- und Denkprozesse (kognitive Lernziele), Bewegungsausführungen (psychomotorische Lernziele), Arbeitskontakte und Arbeitsumfeld (soziale Lernziele), auf die allgemeine Berufstüchtigkeit und die Arbeitssicherheit der Mitarbeiter. Die Lernziele werden in individuellen Lernzielkatalogen nach Tätigkeitsbereichen in der WfbM (z. B. Tischlerei, Näherei, Wäscherei) oder nach besonderen Belangen von Behindertengruppen (z. B. Menschen mit Schwerstmehrfachbehinderung) zusammengefasst.
Die Fachkräfte schätzen anhand der individuellen Lernzielkataloge ein, welche Lernziele vom Mitarbeiter bereits beherrscht werden bzw. welche Lernziele weiterhin bestehen. Diese Einschätzung wird in regelmäßigen Abständen wiederholt.

## Soziale Einordnung des Detmolder Lernwegemodells
Das DLM ist ein anforderungsorientiertes, hierarchisch gegliedertes Curriculum, das aus Lernzielsequenzen besteht. Eine evaluierte und teilweise weiter entwickelte Form wurde nach ersten Jahren der praktischen Erprobung in mehreren Werkstätten für behinderte Menschen in der Bundesrepublik Deutschland vorgelegt. Das DLM wird seit den späten achtziger und frühen 1990er Jahren, neben anderen wissenschaftlich abgesicherten Modellen, in vielen Werkstätten angewendet. Es trug maßgeblich zu einem neuen Denken – vorerst im sogenannten Arbeitstrainingsbereich – bei. Arbeitstrainingsbereiche waren danach so zu gestalten, dass die behinderten Mitarbeiter auf ihr Arbeitsleben vorbereitet wurden. Es ging jetzt auch darum, einhergehend mit der beruflichen Bildung, die Persönlichkeit zu fördern, kognitive Fähigkeiten zu entwickeln, und für den lernenden Behinderten darum, psychomotorische Fertigkeiten zu erwerben, für den sozialen Umgang miteinander gestärkt und durch den behindertengerechten Ausbilder, nämlich der „Fachkraft zur Arbeits- und Berufsförderung“ (FAB), geschult zu werden.
Das Detmolder Lernwegemodell entstand in einer Zeit, als es in der Pädagogik üblich war, Schüler und „Betreute“ nach von außen vorgegebenen Lernzielen zu fördern und zu leiten. Diese Denkweise geriet Mitte der 1990er Jahre ins Wanken, ein Paradigmenwechsel kündigte sich an. Aus dem behinderten Betreuten wurde der Mitarbeiter, mit dem die Fachkraft zur Arbeits- und Berufsförderung partnerschaftlich zusammenarbeitet. Dabei bestimmt der behinderte Mitarbeiter sein Lernen – im Rahmen seiner Möglichkeiten – mit und weiß selbst, was gut für ihn ist. Dieser Paradigmenwechsel bedingte die Erweiterung des Detmolder Lernwegemodells um einen Katalog zur Berufstüchtigkeit, in dem es um Arbeitstugenden, um Schlüsselqualifikationen und selbständiges Lernen geht. Maßgeblich war dabei die Überzeugung, dass der Mitarbeiter möglichst weitgehend selbst handeln soll. Nicht die Fachkraft, sondern der „behinderte“ Mensch handelt unter Anleitung und mit Unterstützung durch die Fachkraft, nicht nur während der Zeit im Berufsbildungsbereich.
Die Arbeit an dieser veränderten Aufgabenstellung wurde durch die zunehmende Zahl psychisch behinderter Mitarbeiter in den Werkstätten für behinderte Menschen, bei denen sich andersartige Qualifizierungsprobleme stellten, zusätzlich vorangetrieben.